# Giroldus de Faucigny
Giroldus de Faucigny († 1. Juli zwischen 1126 und 1134) war von 1103 bis zu seinem Tode Bischof von Lausanne. Giroldus entstammt dem  savoyischen Adelsgeschlecht der Herren von Faucigny. Er war der Sohn von Guillaume, Herr von Faucigny,  Neffe des Genfer Bischofs Guy de Faucigny und Onkel des Genfer Bischofs Arducius de Faucigny. Er schenkte 1105 die Kirche von Blonay dem Abt Robert von Molesme. Giroldus war Anhänger Kaiser Heinrichs V. und amtierte 1120–1125 als Reichskanzler von  Burgund. Er stand beim Streit um das Erbe des ermordeten Grafen Wilhelm III. von Burgund auf der Seite Konrads von Zähringen. 